# Oligosita curtifuniculata
Oligosita curtifuniculata är en stekelart som beskrevs av Lin 1994. Oligosita curtifuniculata ingår i släktet Oligosita och familjen hårstrimsteklar. Inga underarter finns listade i Catalogue of Life.